# 대니얼 매카이버

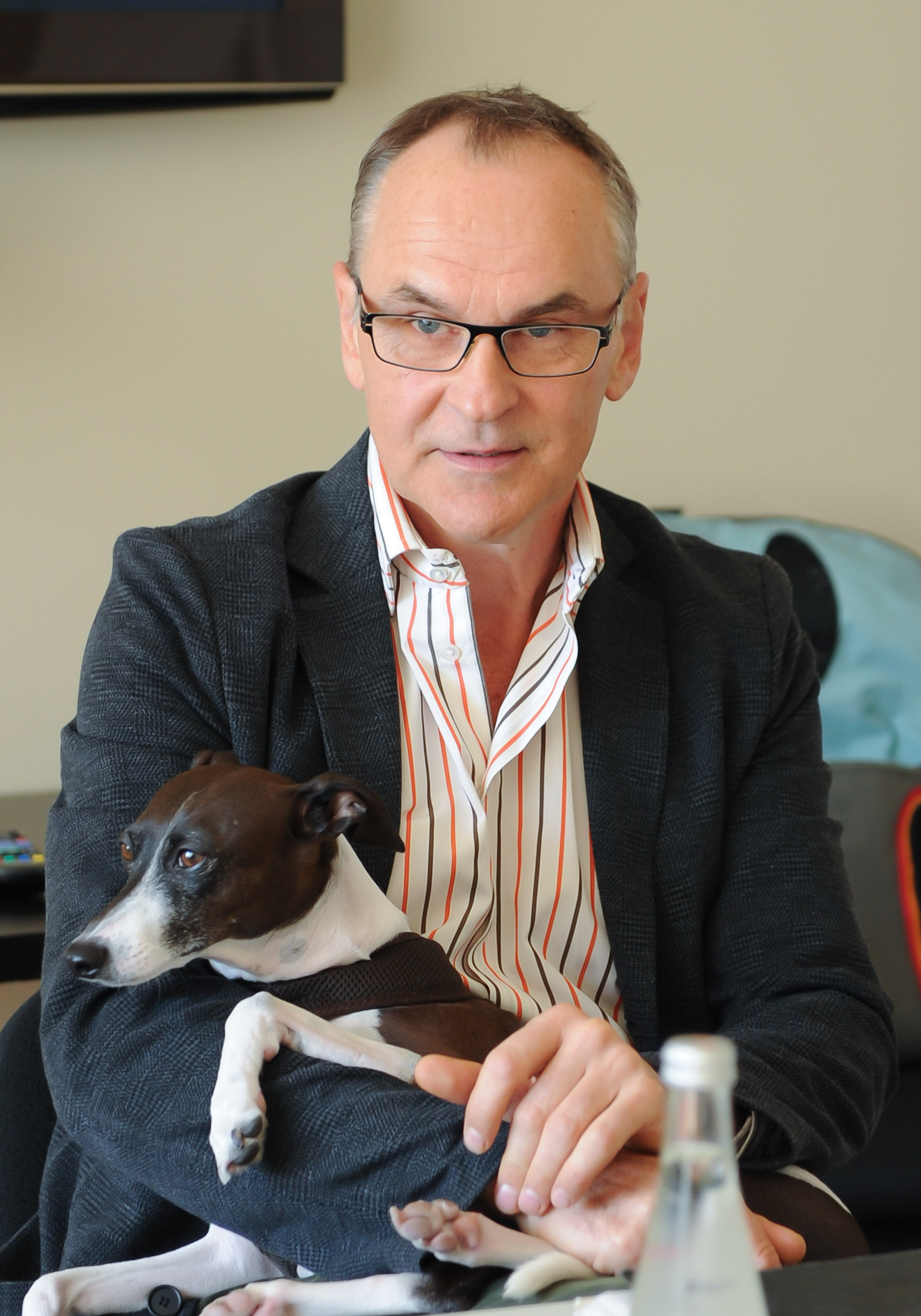

대니얼 매카이버(영어: Daniel MacIvor, 1962년 7월 23일 ~ )는 캐나다의 영화 감독, 배우이다.
노바스코샤주 시드니에서 태어났다.

## 영화
- 윌도우 (2016년)
- 트리거 (2010년)
- 홀 뉴 띵 (2005년) - 던 역
- 원더풀 윌비 (2004년) - 스탄 라스트맨 역
- 패스트 퍼펙트 (2002년)
- 마리온 브리지 (2002년)
- 오감 (1999, The Five Senses)
- 비프케이크 (1998년)
- 크라임 웨이브 (1993년)